# Dahala Khagrabari

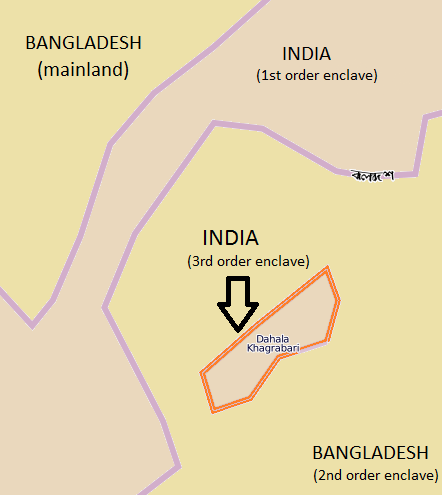
Carte de la zone entourant Dahala Khagrabari.

Dahala Khagrabari était une enclave indienne à l'intérieur du Bangladesh. Plus précisément, il s'agissait d'une enclave indienne à l'intérieur d'une enclave bangladaise, elle-même enclavée dans une enclave indienne plus grande. 
Jusqu'au 1er aout 2015, date de son rattachement au Bangladesh, c'était l'unique cas d'enclave de troisième ordre dans le monde.

## Caractéristiques
Dahala Khagrabari est l'une des 110 enclaves indiennes qui parsèment la région frontalière entre l'Inde et le Bangladesh (le Bangladesh possède lui-même 92 enclaves en Inde dans la même région) au niveau du Bengale-Occidental et de la division de Rangpur, dans le nord-ouest du Bangladesh. Administrativement, Dahala Khagrabari fait partie du district de Cooch Behar, dans le Bengale-Occidental.
Dahala Khagrabari est un morceau de terrain grossièrement rectangulaire, d'environ 200 m de long sur 50 m de large. Au total, l'enclave mesure 7 000 m2, c'est l'une des plus petites enclaves de cette région. Dahala Khagrabari est complètement entourée par le village bangladais de Upanchowki Bhajni, lui-même enclavé dans le village indien de Balapara Khagrabari. À son tour, Balapara Khagrabari est totalement entouré par la division bangladaise de Rangpur. Dahala Khagrabari est donc une enclave de 3e niveau, une enclave dans une enclave dans une enclave, une situation unique au monde. Dahala Khagrabari n'est distante de Balapara Khagrabari que de quelques mètres, à l'ouest. Le territoire indien principal le plus proche est distant de 12 km au nord-est.
Le terrain n'est pas habité et est utilisé pour l'agriculture. Son propriétaire est un fermier bangladais qui vit à Upanchowki Bhajni.
Malgré sa petite taille, Dahala Khagrabari n'est pas la plus petite enclave de la région, ce titre étant détenu par l'enclave bangladaise de 2e niveau de 53 m2.
Du fait de la complexité de ces enclaves, les gouvernements des deux pays annoncent, en septembre 2011, leur intention de résoudre le problème en échangeant 162 enclaves et en donnant à leurs résidents le choix de leur nationalité,. Le 6 mai 2015, l'Inde ratifie l'accord relatif à la frontière terrestre et accepte ainsi de céder l'enclave au Bangladesh, à la date du 1er août 2015.